# Гранадский университет
Гранадский университет (исп. Universidad de Granada, сокр. UGR) — государственный университет в Гранаде, Испания. Основан согласно папскому указу Климента VII в 1531 году на базе существовавшего с 1349 года медресе и первоначально имел три факультета: теологии, искусства и церковного права. В настоящее время насчитывает более 80 тыс. студентов и 3641 преподавателей. Один из самых больших и престижных вузов страны. Обучение ведётся на 17 факультетах. Помимо Гранады университет имеет кампусы в Сеуте и Мелилье. Является членом Коимбрской группы и Ассоциации средиземноморских университетов. Университет играет важную роль в академической, научной и культурной жизни региона.

## Структура и факультеты
Факультеты и школы Гранадского университета расположены в 5 кампусах, которые находятся в разных районах города.
- Школа строительной инженерии
- Архитектурная школа
- Школа инженерии (сфера гражданского строительства)
- Школа информационных технологий и телекоммуникаций
- Факультет изобразительного искусства (1986)
- Факультет наук
- Факультет спортивных наук
- Педагогический факультет
- Факультет бизнеса и экономики
- Факультет политологии и социологии (1988)
- Факультет наук о здоровье
- Факультет социально-трудовых исследований
- Факультет коммуникации и документации (1982)
- Юридический факультет (1859)
- Фармацевтический факультет
- Факультет гуманитарных наук и философии
- Медицинский факультет
- Факультет стоматологии (1986)
- Факультет психологии (1992)
- Факультет социальной работы (1962)
- Переводческий факультет